# River Darent
Der River Darent ist ein Wasserlauf in Kent, England. Er entsteht im Süden von Westerham aus dem Zusammenfluss mehrerer Zuflüsse. Er fließt zunächst in östlicher Richtung und wendet sich im Südosten von Longford im Norden von Sevenoaks in nördlicher Richtung und mündet östlich von Erith in die Themse. Der Fluss bildet streckenweise die Grenze zwischen dem London Borough of Bexley und dem Borough of Dartford.
Der Name leitet sich von dem keltischen Wort derva (deutsch: Eiche) als ‚der Fluss, an dem Eichen stehen‘ ab.
Der Ortsname Dartford beruht auf einer Zusammenziehung von Darent und Ford (deutsch: Furt). Berichte über eine Furt im River Darent gibt es aus römischer Zeit. 1235 wurde eine Fähre von einem Einsiedler eingerichtet, die bis 1518 betrieben wurde. Die erste Brücke wurde unter Heinrich IV. errichtet. Sie stand bis zur Mitte des 18. Jahrhunderts.
Von der Zeit des Doomsdaybook bis zum Anfang des 20. Jahrhunderts wurden zahlreiche Wassermühlen am Fluss betrieben. Im 19. Jahrhundert war der Darent ein vielbefahrener Fluss, dessen Lauf den Bedürfnissen der Schifffahrt angepasst wurde.
In den späten 1980er Jahren galt der River Darent als einer der am langsamsten fließenden Flüsse Englands. Im Sommer 1996 trockneten Teile des Flusses aus. Danach hat die Environment Agency Maßnahmen eingeleitet, den Lauf des Flusses zu korrigieren und die Entnahme von Wasser stark eingeschränkt. Die Ansiedlung zahlreicher Fische, darunter Forellen, im Fluss, wird als Erfolg der Maßnahmen gewertet.